# Brigade Simón Bolívar
La Brigade Simon Bolívar était un groupe de volontaires unis pour lutter dans les rangs du Front sandiniste de libération nationale contre la dictature d'Anastasio Somoza Debayle au Nicaragua. Elle fut mise en place par le militant trotskiste Nahuel Moreno, recrutant des combattants dans différents pays d'Amérique latine, principalement en Colombie.
Cet épisode a fait l'objet de nombreuses controverses. La majorité des courants morénistes assurent que la "Brigade Simón Bolívar" a eu un rôle révolutionnaire important notamment en occupant la ville portuaire Bluefields et en promouvant la formation de syndicats indépendants du gouvernement. 
Cependant, d'autres organisations comme le Parti ouvrier d'Argentine, formation trotskiste, nient la version de Moreno, et affirment que la Brigade était mal organisée et peu armée, et n'eut donc presque aucun rôle au combat. Ils citent ainsi souvent des documents internes de la section colombienne de la Ligue Internationale des Travailleurs - Quatrième Internationale (LIT) fondée par Moreno, dans lesquels ce dernier est dénoncé pour sa dépendance envers la ligne énoncée par la direction sandiniste du FSLN, et même de s'être emparé de façon inappropriée de fonds collectés,,,.
Soutenant le FSLN, les organisations alignées sur les positions d'Ernest Mandel (le Secrétariat Unifié de la Quatrième Internationale) ont rompu avec la LIT, qui jusqu'alors se rapprochaient au sein de l'Organisation communiste internationaliste.